# Tuskö
Tuskö är en by på Söderön i Börstils socken i Östhammars kommun, Uppsala län.